# Na bezymjannoj vysote
Na bezymjannoj vysote (russisk: На безымянной высоте) er en russisk miniserie fra 2003 af Vjatjeslav Nikiforov.

## Medvirkende
- Viktorija Tolstoganova - Olga
- Aleksej Tjadov - Kolja Malakhov
- Vladimir Jaglytj - Aleksej Maljutin
- Andrej Golubev - Inozemtsev
- Anatolij Kot - Sjulgin